# Jean Rosa
Jean-Cassimiro Rosa (ur. 1 lutego 1990) – brazylijski lekkoatleta specjalizujący się w trójskoku.
W 2009 został mistrzem Ameryki Południowej juniorów oraz sięgnął po srebro panamerykańskiego czempionatu juniorów w Port-of-Spain. W 2010 i 2012 zdobywał srebro na młodzieżowych mistrzostwach Ameryki Południowej. W 2015 był piąty na południowoamerykańskim czempionacie w Limie oraz bez awansu do finału startował na mistrzostwach świata w Pekinie. Brązowy medalista czempionatu ibero-amerykańskiego (2016).
Stawał na podium mistrzostw Brazylii.
Rekordy życiowy: 16,80 (15 marca 2015, São Bernardo do Campo). 

## Osiągnięcia
| Rok  | Impreza                                     | Miejsce        | Lokata            | Wynik  |
| ---- | ------------------------------------------- | -------------- | ----------------- | ------ |
| 2009 | Mistrzostwa Ameryki Południowej juniorów    | São Paulo      | 1. miejsce        | 15,78  |
| 2009 | Mistrzostwa panamerykańskie juniorów        | Port-of-Spain  | 2. miejsce        | 16,03  |
| 2010 | Młodzieżowe mistrzostwa Ameryki Południowej | Medellín       | 2. miejsce        | 16,22w |
| 2012 | Młodzieżowe mistrzostwa Ameryki Południowej | São Paulo      | 2. miejsce        | 15,68w |
| 2015 | Mistrzostwa Ameryki Południowej             | Lima           | 5. miejsce        | 15,56  |
| 2015 | Igrzyska panamerykańskie                    | Toronto        | 14. miejsce       | 15,79w |
| 2015 | Mistrzostwa świata                          | Pekin          | el. – 26. miejsce | 15,97  |
| 2016 | Mistrzostwa ibero-amerykańskie              | Rio de Janeiro | 3. miejsce        | 16,23  |